# Ungheni, Iași
Ungheni là một xã thuộc hạt Iași, România. Dân số thời điểm năm 2002 là 3979 người.